# Cheilanthes hookeri
Cheilanthes hookeri là một loài dương xỉ trong họ Pteridaceae. Loài này được Domin mô tả khoa học đầu tiên năm 1913.